# 和歌山地方気象台
和歌山地方気象台（わかやまちほうきしょうだい）は、和歌山県和歌山市にある地方気象台。

## 概要
大阪管区気象台の管轄下にあり、和歌山県内の地上気象観測、地域気象観測（アメダス）、生物季節観測からなる気象観測業務、予報業務、地震情報・防災・広報業務を行っている。

## 沿革
- 1879年（明治12年）7月1日 - 県立の和歌山測候所として現在地に設立。
- 1888年（明治21年）1月1日 - 和歌山一等測候所と改称。
- 1939年（昭和14年）11月1日 - 国営に移管（文部省所管）し、和歌山測候所となる。
- 1943年（昭和18年）11月1日 - 運輸通信省に移管。
- 1957年（昭和32年）9月1日 - 機構改正により和歌山地方気象台と改称。
- 1969年（昭和44年）3月26日 - 現庁舎完成入居。
- 1979年（昭和54年）7月1日 - 創立100周年。
- 2001年（平成13年）1月6日 - 気象庁が運輸省の外局から国土交通省の外局となる

## 天気予報区分
和歌山県北部
- 紀北 - 和歌山市、海南市、橋本市、紀の川市、岩出市、伊都郡かつらぎ町、九度山町、高野町及び海草郡紀美野町
- 紀中 - 有田市、御坊市、有田郡有田川町、湯浅町、広川町、日高郡由良町、日高町、日高川町、美浜町、印南町及びみなべ町

和歌山県南部
- 田辺・西牟婁  - 田辺市、西牟婁郡白浜町、上富田町及びすさみ町
- 新宮・東牟婁 - 新宮市、東牟婁郡串本町、古座川町、太地町、那智勝浦町及び北山村

## アクセス
- 南海和歌山市駅から徒歩15分